# Gabriel Byrne
Gabriel James Byrne (Dublín, 12 de mayo de 1950) es un actor irlandés.

## Biografía
Primero de seis hijos de padres devotos a la Iglesia católica, Byrne fue educado por la rama irlandesa de la comunidad de Hermanos Cristianos. Asistió al Colegio Universitario de Dublín (UCD), donde estudió arqueología y lingüística, y llegó a dominar el gaélico. Trabajó como arqueólogo cuando dejó el UCD, pero mantuvo su amor hacia los idiomas, y escribió el primer drama en gaélico, Draiocht, en la cadena televisiva irlandesa en idioma gaélico, TG4, cuando ésta comenzó a transmitir en 1996. En una entrevista concedida en enero de 2010 a la serie de televisión The Meaning of Life habló de su experiencia de haber sido víctima, durante la infancia, de abuso sexual por parte de algunos miembros de la congregación religiosa.
Byrne descubrió su pasión por la actuación  en su vida. Antes de convertirse en actor, trabajó como arqueólogo, como cocinero, incluso como profesor de gaélico y español. Cuando finalmente descubrió la actuación a la edad de 29, comenzó su carrera en el escenario en el Focus Theatre y en el Abbey Theatre en Dublín; posteriormente se uniría al Royal Court Theatre y al Teatro Nacional de Londres.
Byrne cobró prominencia en el final de temporada de la serie de televisión irlandesa The Riordans, y posteriormente protagonizó la serie derivada, Bracken. Hizo su debut en la pantalla grande como Lord Uther en el clásico épico artúrico de John Boorman, Excalibur. Visitó por primera vez los Estados Unidos a los 37 años y en 1998 interpreta el papel de D'Artagnan en la película El hombre de la máscara de hierro junto a Leonardo DiCaprio.

## Premios
Byrne ganó tres premios por su actuación: en 1979 el Premio Jacob al Mejor Actor por la serie de televisión Bracken; en 1999 el Theatre World Award por A Moon for the Misbegotten, y en 2000 el Outstanding Award for Irish Culture por Wild Geese.

## Vida privada
Byrne se casó con la actriz Ellen Barkin y tiene dos hijos con ella, Jack Daniel (nacido en 1989) y Romy Marion (nacida en 1992). La pareja se divorció amigablemente en 1993. Desde 2014, está casado con Helen Beth King

## Filmografía parcial
- The Riordans (1965) (serie de televisión)
- Bracken (1978) (serie de televisión)
- Excalibur (1981)
- The Keep (1983)
- Defence of the Realm (1985)
- Gothic (1986)
- Lionheart (1987)
- Giulia e Giulia (1987)
- Miller's Crossing (1990)
- Shipwrecked (1990)
- Cool World (1992)
- Into the West (1992)
- Asesina (1993)
- Mujercitas (1994)
- Traición al jurado (1994)
- The Usual Suspects (1995)
- Dead Man (1995)
- Mad Dog Time (1996)
- Smilla's Sense of Snow (1997)
- The Brylcreem Boys (1997)
- The End of Violence (1997)
- This Is the Sea (1997)
- Enemigo público (1998)
- Quest for Camelot (1998) (voz)
- El hombre de la máscara de hierro (1998)
- Polish Wedding (1998)
- End of Days (1999)
- Estigma (1999)
- Barco fantasma (2002)
- Spider (2002)
- Shade (2003)
- El puente de San Luis Rey (2004)
- P.S. (2004)
- Vanity Fair (2004)
- Wah-Wah (2005)
- Asalto al Distrito 13 (2005)
- Played (2006)
- Jindabyne (2006)
- Emotional Arithmetic (2007)
- En terapia (serie de televisión; 2008)
- Leningrado (2009)
- Quirke (serie de televisión; 2013- junto a Nick Dunning y Aisling Franciosi)
- Vikingos (serie de televisión; como Earl Haraldson - 2013)
- Vampire Academy (2014)
- Nadie quiere la noche (2015)
- Los 33 (2015)
- In the Cloud (2018)
- Maniac - Netflix (2018)
- Hereditary (2018)
- An L.A. Minute (2018)
- ZeroZeroZero (2019)
- La guerra de los mundos (Serie) (2019)
- Chicas perdidas (2020)
- Death of a Ladies' Man (2020)
- Murder at Yellowstone City (2022)
- Lamborghini: The Man Behind the Legend (2022)